# Heptoxid de diclor
Heptoxidul de diclor (denumit și oxid de clor (VII)) este un compus chimic cu formula Cl2O7. Acest oxid de clor este anhidrida acidului percloric, de aceea mai poate fi numit și anhidridă perclorică. Este un lichid uleios și incolor.

## Obținere
Heptoxidul de diclor se obține prin distilarea sau eliminarea de apă a acidului percloric în prezența unui agent de deshidratare; cel mai des se folosește pentoxid de fosfor:
2 HClO4 + P4O10 → Cl2O7 + H2P4O11
Oxidul de clor (VII) poate fi distilat din amestecul rezultat.

## Proprietăți
Heptoxidul de diclor reacționează cu aminele primare și secundare în mediu de tetraclorură de carbon cu obținerea de N-perclorili:
2 RNH
2 + Cl
2O
7 → 2 RNHClO
3 + H
2O
2 R
2NH + Cl
2O
7 → 2 R
2NClO
3 + H
2O
De asemenea, reacționează cu alchenele cu obținerea de perclorați de alchil. De exemplu, în urma reacției cu propena într-o soluție de tetraclorură de carbon, se obține perclorat de izopropil și perclorat de 1-cloro-2-propil.